# Chapelle Notre-Dame de Rosquelfen
La chapelle Notre-Dame de Rosquelfen  est une chapelle située à Laniscat, dans le département des Côtes-d'Armor.
La chapelle fait l'objet d’une inscription au titre des monuments historiques depuis le 23 juin 2014.

## Localisation
La chapelle est située en Bretagne, dans le département des Côtes-d'Armor, sur la commune de Laniscat. Elle se trouve dans l'ancien bourg de Rosquelfen, qui est aujourd'hui situé au sud de la route nationale 164, et au nord du Blavet. Dans le bourg, elle se situe le long de la Hent ar Chapel, la « route de la chapelle ».

## Description
La chapelle est constituée d'un unique vaisseau, allongé, auquel se greffe une chapelle au sud. Le chevet est plat. Elle est également constituée d'un porche allongé sur sa face sud ainsi qu'une tour porche. Elle est attenante à son cimetière bordé de son enclos.
Dans le cimetière se trouve un  calvaire monumental du XVIe siècle. Les bras de la croix sont soutenus par des motifs, le fût est orné de boutons, le socle porte sur chaque face un décor de personnages sculptés sur trois panneaux,.

## Historique
La chapelle est une ancienne église paroissiale, desservant la paroisse de Rosquelfen. Elle est située au nord d'une ancienne voie romaine reliant Rennes à Carhaix où a été retrouvé un trésor gaulois de 545 pièces de monnaie gauloises datant de 75 à 50 av. J.-C.
L'édifice est édifié sur un ancien sanctuaire dédié à la Vierge. Longtemps considérée comme construite au XVIe siècle, des recherches ont permis de montrer des éléments remontant à la seconde moitié du XIVe siècle. Le clocher est daté de 1668.
L'édifice est restauré en 1958 puis le clocher en 1989. Vers la fin de l'année 1993 sont posés des vitraux modernes. La charpente et la toiture ont été rénovées en 2016 avec l'aide de bénévoles et de la Fondation du Patrimoine, ainsi que d'une participation du Conseil régional de Bretagne via la prime Skoaz ouzh Skoaz (« Épaule contre Épaule », prime ayant l'objectif d'encourager et de récompenser la mobilisation populaire pour la restauration du patrimoine).

## Galerie

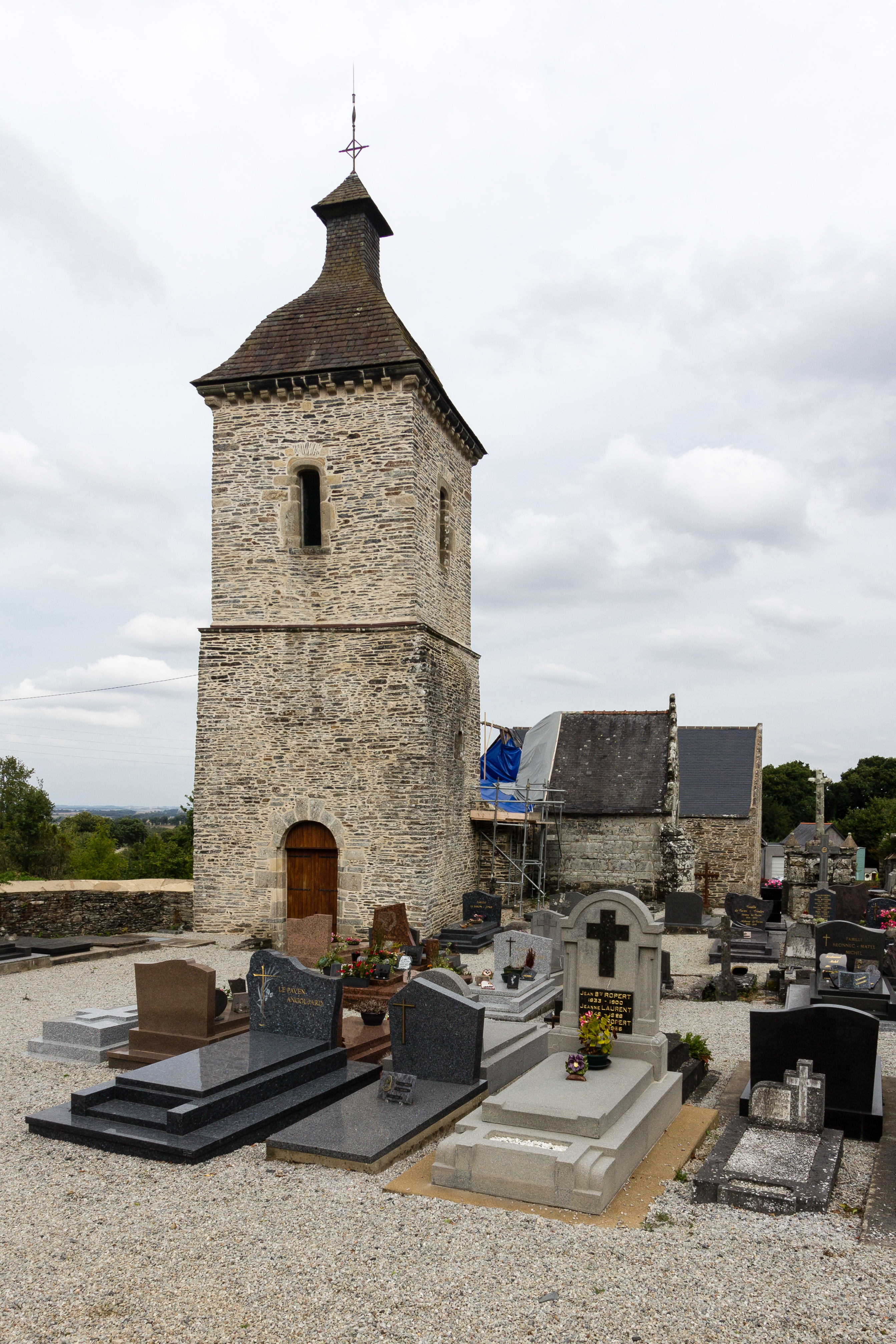
Clocher de la chapelle Notre-Dame.
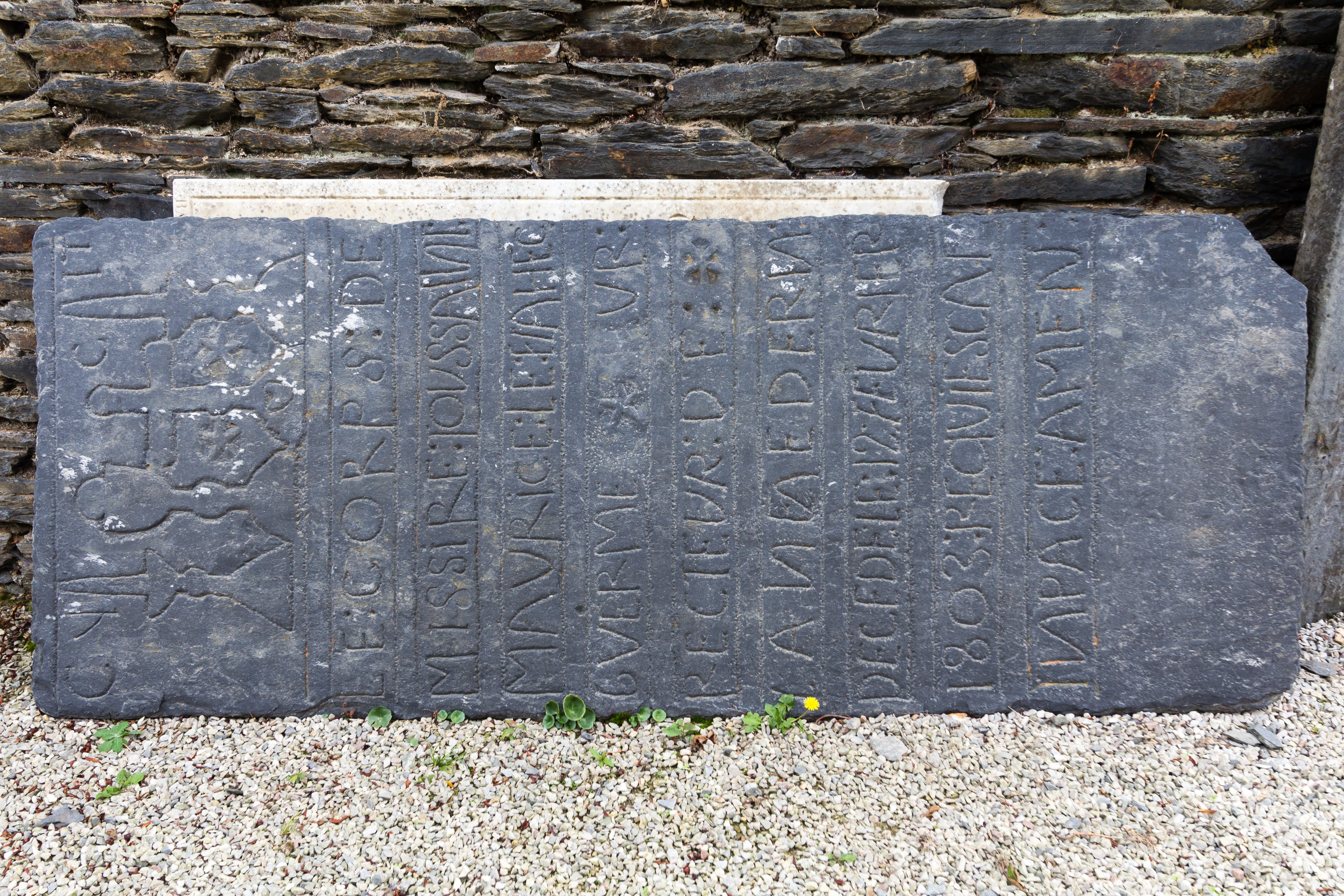
Pierre tombale.
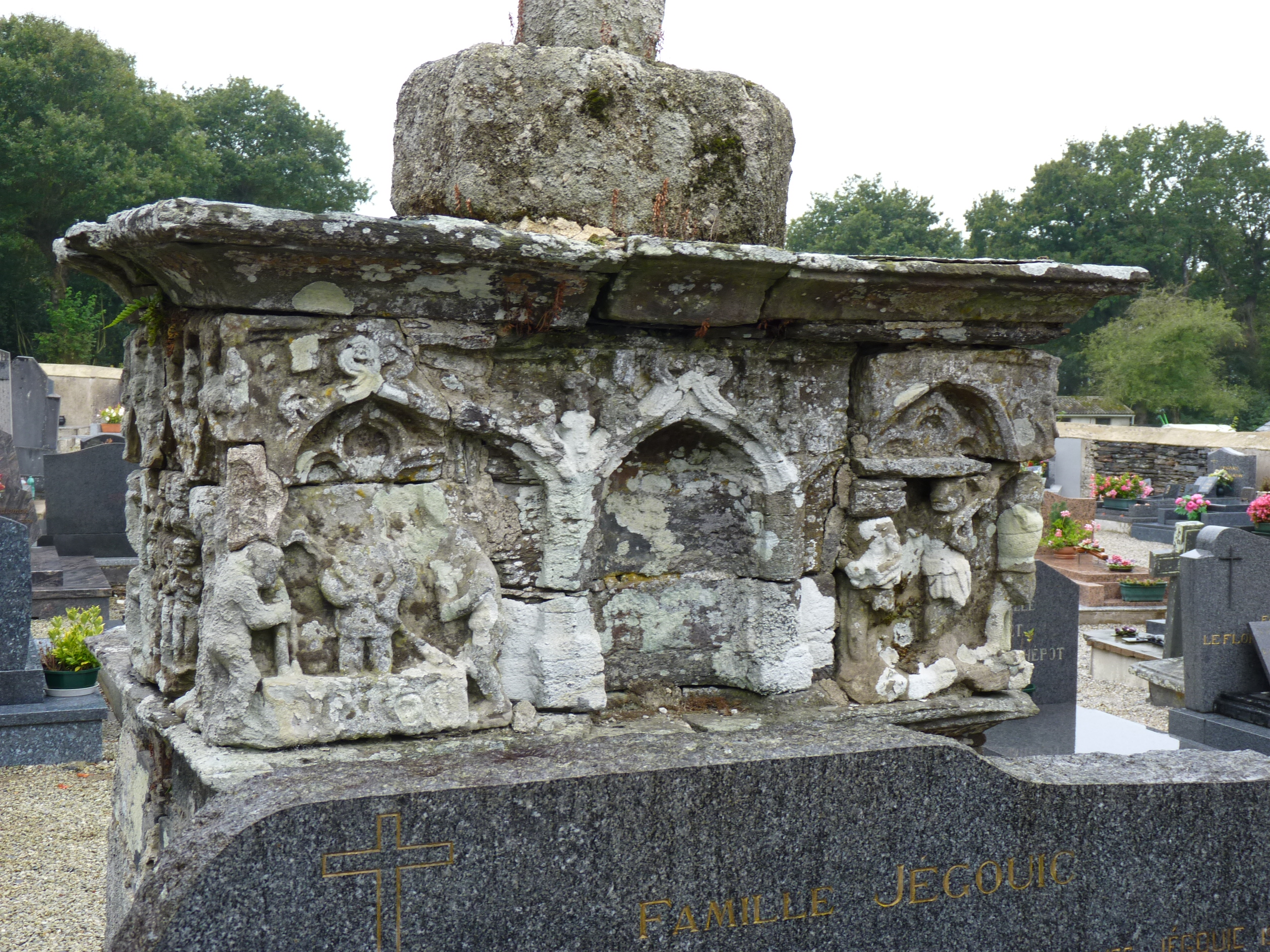
Face du socle du calvaire.